# Nyabihuna (periodiskt vattendrag)
Nyabihuna är ett periodiskt vattendrag i Burundi.   Det ligger i provinsen Bururi, i den centrala delen av landet, 70 km sydost om huvudstaden Bujumbura.
I omgivningarna runt Nyabihuna växer huvudsakligen savannskog. Runt Nyabihuna är det ganska tätbefolkat, med 124 invånare per kvadratkilometer.